# 12 Rounds (gruppo musicale)
I 12 Rounds sono stati un gruppo musicale britannico formatosi nel 1996.

## Formazione
- Atticus Ross
- Claudia Sarne
- Leopold Ross
- Adam Holden
- Andy Crisp

## Discografia

### Album
- 1996 - Jitter Juice (Polydor)
- 1998 - My Big Hero (Nothing/Interscope)

### EP
- 1996 - Personality (Polydor)